# Terra Incognita (album de Chris Whitley)
Pour les articles homonymes, voir Terra incognita (homonymie).
Albums de Chris Whitley
Din of Ecstasy
(1995) Dirt Floor
(1998)
Terra Incognita est le troisième album du chanteur américain Chris Whitley, sorti en 1997 sur le label Sony/Columbia/WORK, produit par Chris Whitley, Toby Wright, Mark Howard et Dougie Bowne. Cet album restant dans le style blues, rock-indépendant et hard-rock, du précédent, s'oriente désormais vers un registre plus pop et FM.
Cet album a été enregistré en partie dans un hôtel désaffecté, le Bestwestern Highway Inn, à Salem dans l'Oregon en octobre 1996.

## Musiciens
Les sessions pour cet album ont regroupé une multitude de musiciens, parmi lesquels :
- Chris Whitley : Chant, guitare National Acoustic, guitare électrique, basse
- Dougie Bowne : Batterie, Claviers
- Steve Almaas: Guitare
- Melvin Gibb : Basse
- Matt Gruenberd : Basse
- Daniel Lanois : Guitare
- Trixie Whitley : Chant
- Patricia Place : Guitare
- Alan Gevaert : Basse

## Liste des Titres
| No  | Titre                      | Musique       | Durée |
| --- | -------------------------- | ------------- | ----- |
| 1.  | As Flat As The Earth (exp) | Chris Whitley | 01:05 |
| 2.  | Automatic                  | Chris Whitley | 03:48 |
| 3.  | Clear Blue Sky             | Chris Whitley | 05:03 |
| 4.  | Weightless                 | Chris Whitley | 03:04 |
| 5.  | Power Down                 | Chris Whitley | 03:53 |
| 6.  | On Cue                     | Chris Whitley | 03:28 |
| 7.  | Immortal Blues             | Chris Whitley | 02:30 |
| 8.  | Cool Wooden Crosses        | Chris Whitley | 02:48 |
| 9.  | Still Point                | Chris Whitley | 04:17 |
| 10. | Gasket                     | Chris Whitley | 04:03 |
| 11. | One Long Day               | Chris Whitley | 02:19 |
| 12. | Aerial                     | Chris Whitley | 05:12 |
| 13. | Alien                      | Chris Whitley | 04:32 |